# Diocese de Poona
A Diocese de Poona (Latim:Dioecesis Poonensis) é uma diocese localizada no município de Pune, no estado de Maarastra, pertencente a Arquidiocese de Bombaim na Índia. Foi fundada em 8 de março de 1854 pelo Papa Pio IX como Vicariato Apostólico de Poona, sendo elevada a diocese em 1886 Com uma população católica de 87.571 habitantes, sendo 0,4% da população total, possui 26 paróquias com dados de 2018.

## História
Em 8 de março de 1854 o Papa Pio IX cria o Vicariato Apostólico de Poona através do território do  Vicariato Apostólico de Bombaim. Em 1886 o vicariato apostólico é elevado a Diocese de Poona. Em 1953 a Diocese de Poona juntamente com a Arquidiocese de Goa e Damão perdem território para a formação da Diocese de Belgaum. Em 1987 a Diocese de Poona perde novamente território, dessa vez para a formação da Diocese de Nashik. Por fim em 2005 é formada a Diocese de Sindhudurg através da Diocese de Poona.

## Lista de bispos
A seguir uma lista de bispos desde a criação do vicariato apostólico em 1854, em 1886 é elevada a diocese.
|                                      | Nome                           | Período                 | Notas                                                                            |
| Bispos                               | Bispos                         | Bispos                  | Bispos                                                                           |
| ------------------------------------ | ------------------------------ | ----------------------- | -------------------------------------------------------------------------------- |
| 7º                                   | John Rodrigues                 | 2023-2024               | Nomeado Arcebispo coadjutor de Bombaim                                           |
| 6º                                   | Thomas Dabre                   | 2009 - 2023             | Bispo emérito                                                                    |
| 5º                                   | Valerian D'Souza               | 1977 - 2009             |                                                                                  |
| 4º                                   | William Zephyrine Gomes        | 1967 - 1976             |                                                                                  |
| 3º                                   | Andrew Alexis D'Souza          | 1949 - 1967             |                                                                                  |
| 2º                                   | Heinrich Döring, S.J.          | 1927 – 1948 1907 - 1921 | Retorna como arcebispo-bispo dessa diocese Nomeado Arcebispo de Madytus, Turquia |
| 1º                                   | Bernhard Beiderlinden, S.J.    | 1886 - 1907             | Faleceu no cargo                                                                 |
| Administradores apostólicos de Poona |                                |                         |                                                                                  |
| 5º                                   | Alban Goodier, S.J             | 1923 - 1926             |                                                                                  |
| 4º                                   | Johann Léon Louis Merin, S.J   | 1867 - 1886             | Mais tarde nomeado arcebispo                                                     |
| 3º                                   | Waltar Steins Bisschop, S.J    | 1860 - 1867             | Mais tarde nomeado arcebispo                                                     |
| 2º                                   | Alexis Canoz, S.J              | 1858 - 1860             |                                                                                  |
| 1º                                   | Anastasius Hartmann, O.F.M Cap | 1854 - 1858             |                                                                                  |